# Рояк
Роя́к (болг. Рояк) — село у Варненській області Болгарії. Входить до складу общини Дилгопол.

## Населення
За даними перепису населення 2011 року у селі проживали 272 особи, з них 268 осіб (98,5%) — турки.
Розподіл населення за віком у 2011 році:
Динаміка населення: